# 노보슬로보츠카야역
노보슬로보츠카야역(러시아어: Новослобо́дская)은 모스크바 지하철 콜체바야 선의 역이다. 1952년 1월 30일에 개장했다.

## 환승
노보슬로보츠카야 역에서는 세르푸홉스코 티미랴젭스카야 선의 멘델레옙스카야 역으로 갈아탈 수 있다.